# Unreleased Art, Vol. 1 The Complete Abashiri Concert – November 22, 1981
Unreleased Art, Vol. 1 The Complete Abashiri Concert – November 22, 1981 – dwupłytowy album Arta Peppera, amerykańskiego saksofonisty altowego,
zawierający nagrania z koncertu jego kwartetu w Abashiri (północna Japonia), 22 listopada 1981. Płyta ukazała się w 2007 nakładem Widow's Taste.

## O albumie
Widow's Taste to wytwórnia płytowa założona przez Laurie Pepper, wdowę po muzyku. Jej celem jest wydawanie niepublikowanych dotąd (legalnie) nagrań Arta. Jako pierwsza ukazała się płyta zawierająca nagrania z koncertu w Abashiri, gdzie Pepper był w 1981, podczas swej ostatniej podróży do Japonii.
Nagrań dokonywano wprost z konsolety na kasetę z taśmą analogową (dlatego też utwór "For Freddie" jest podzielony na dwie części – kaseta musiała być właśnie przełożona na drugą stronę).  Jakość nagrań (wspomagana dodatkową obróbką cyfrową) jest bardzo dobra, choć zarówno pierwszy jak i ostatni utwór nie jest nagrany w całości.
Koncert rozpoczyna solo George'a Cablesa w utworze "Landscape", skomponowanym przez Peppera w 1979. Większość zagranych utworów to kompozycje, które często pojawiały się podczas występów saksofonisty w ostatnich latach jego życia. Należał do nich soulowo-jazzowy "Red car", właśnie "Landscape" i "For Freddie" oraz skomponowany w tym okresie bluesowy "Road Waltz". Do tego dochodziły standardy, które zawsze były obecne w repertuarze Peppera. Tu zagrał: "Besame Mucho", "Goodbye" i "Body And Soul". Ten ostatni utwór grywał rzadziej, ale po jego wykonaniu w Abashiri powiedział (co można usłyszeć na płycie): "to była jedna z piękniejszych rzeczy jakie kiedykolwiek w życiu grałem" (was one of the nicest things I ever played in my life). Jest jeszcze – nie pierwszy raz nagrywana – kompozycja Theloniusa Monka "Rhythm-A-Ning" i kolejny utwór Peppera "Straight Life", będący prezentacją możliwości i umiejętności wykonawcy.

## Muzycy
- Art Pepper – saksofon altowy
- George Cables – fortepian
- David Williams – kontrabas
- Carl Burnett – perkusja

## Lista utworów
| 1.  | Landscape (Art Pepper)            | 10:47   |
|     |                                   |         |
| 2.  | Besame Mucho (Consuelo Velázquez) | 15:10   |
|     |                                   |         |
| 3.  | Red Car (Art Pepper)              | 12:43   |
|     |                                   |         |
| 4.  | Goodbye (Gordon Jenkins)          | 10:39   |
|     |                                   |         |
| 5.  | Straight Life (Art Pepper)        | 8:16    |
|     |                                   |         |
| 6.  | Road Waltz (Art Pepper)           | 12:52   |
|     |                                   |         |
| 7.  | For Freddie (part 1) (Art Pepper) | 0:42    |
|     |                                   |         |
| 8.  | For Freddie (part 2) (Art Pepper) | 8:33    |
|     |                                   |         |
| 9.  | Body and Soul (Johnny Green)      | 13:29   |
|     |                                   |         |
| 10. | Talk                              | 0:32    |
|     |                                   |         |
| 11. | Rhythm-A-Ning (Thelonius Monk)    | 12:54   |
|     |                                   |         |
| 12. | Blues Encore (inc.) (Art Pepper)  | 2:14    |
|     |                                   |         |
|     |                                   | 1:48:51 |
|     |                                   |         |

## Opis płyty
- Opracowanie nagrań – Wayne Peet
- Zdjęcia – Laurie Pepper
- Wytwórnia – Widow's Taste APMC 06001 (2 CDs)